# Żleb Cielarczysko

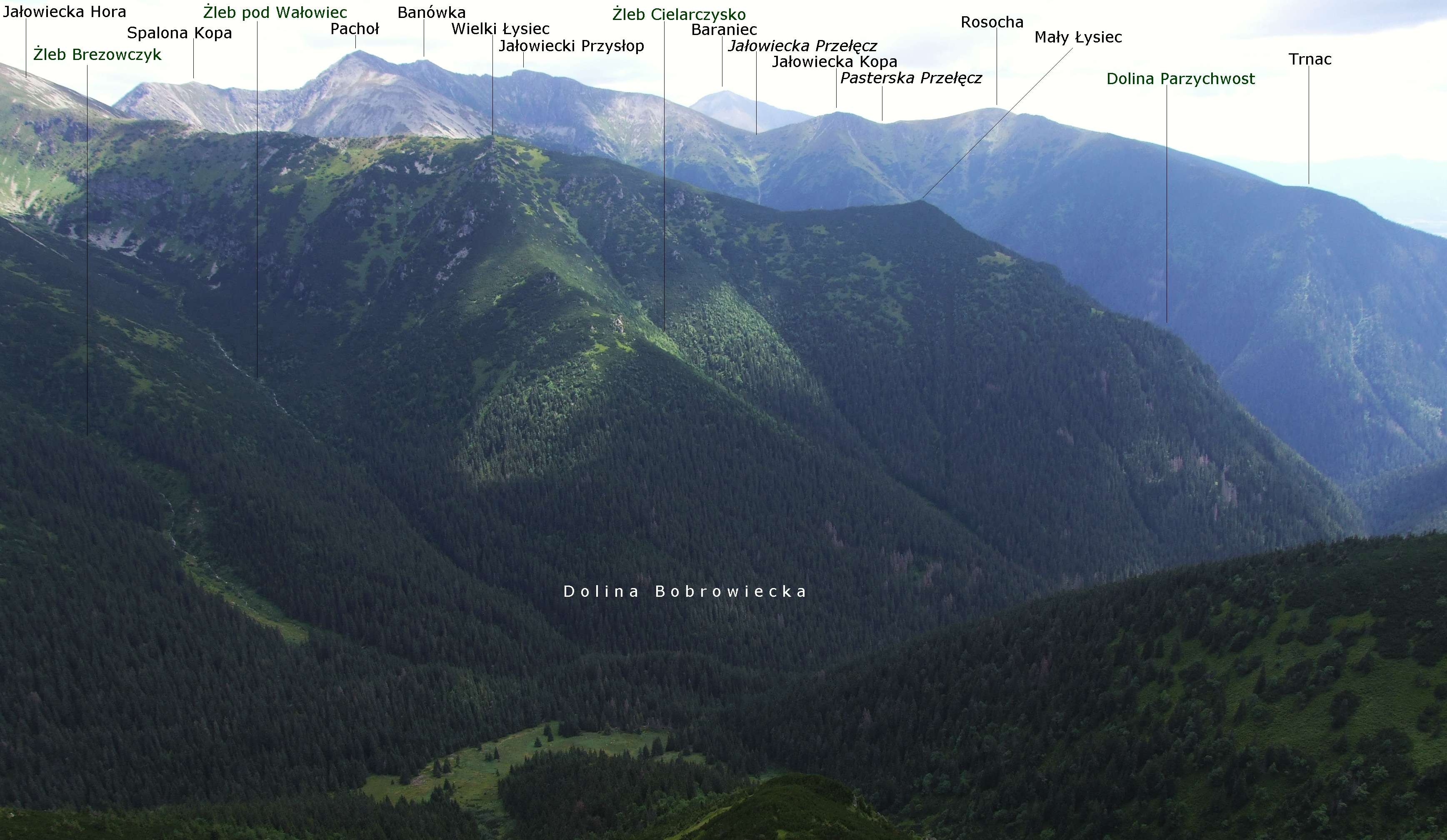
Widok z Siwego Wierchu

Żleb Cielarczysko (słow. Teliarčisko) – żleb w orograficznie lewych zboczach Doliny Bobrowieckiej Liptowskiej w słowackich Tatrach Zachodnich. Opada w zachodnim kierunku kilkoma ramionami spod Wielkiego Łyśca (1830 m) i Małego Łyśca (1637 m), ramiona te niżej łączą się w jedno koryto. Dnem żlebu spływa potok Cielarczysko (Teliarčisko) uchodzący do Potoku z Polany na wysokości ok. 1150 m, nieco powyżej wylotu Zabijacznego Żlebu. Głównym korytem, spod Wielkiego Łyśca schodzą czasem lawiny.
Żleb Cielarczysko jest w większości porośnięty lasem i kosodrzewiną, dawniej jednak, gdy był wypasany, był bardziej trawiasty, szczególnie w górnych partiach, które po zaprzestaniu wypasu stopniowo zarastają kosodrzewiną.